# Bráulio da Silva Machado
Bráulio da Silva Machado (Laguna, 18 de maio de 1979) é um árbitro de futebol brasileiro que faz parte do quadro da Federação Catarinense de Futebol (FCF) desde 2010 e da Confederação Brasileira de Futebol (CBF) desde 2012. Fez parte do quadro da Federação Internacional de Futebol (FIFA) entre 2019 e 2024.
Em 2015, se tornou árbitro Aspirante da FIFA. Em 2019 fez sua estreia nas competições internacionais apitando jogos da Copa Libertadores e Copa Sul-Americana. Além de participar dos Torneio Sul-Americano Sub-17 de seleções e Copa do Mundo Sub-17, na função de VAR, sendo o único árbitro brasileiro na competição. 
Foi o primeiro árbitro a apitar com o uso do VAR – árbitro de vídeo, em Santa Catarina na final de 2018 entre Chapecoense x Figueirense, e o primeiro VAR a atuar em competições nacionais, em partida válida pelas oitavas de final da Copa do Brasil, entre Santos x Cruzeiro. Já atuou em quase 500 partidas profissionais.

## Federação Catarinense
- Final da Copa Santa Catarina em 2011 entre Joinville 4 x 0 Brusque;
- Final da 2ª divisão em 2012 entre Camboriú 1 x 1 Atlético Ibirama;
- Final da 1ª divisão em 2014 entre Joinville 2 x 1 Figueirense;
- Final da 1ª divisão em 2017 entre Chapecoense 0 x 1 Avaí
- Final da 3ª divisão em 2017 entre Blumenau 4 x 2 Curitibanos;
- Final da 1ª divisão em 2018 entre Chapecoense 0 x 2 Figueirense;
- Final da 3ª divisão em 2018 entre Próspera 1 x 1 Atlético Itajaí;
- Final da 1ª divisão em 2019 entre Avaí 1 (4) x (2) 1 Chapecoense;
- Final da Copa Santa Catarina em 2019 entre Marcílio Dias 1 (2) x (4) 0 Brusque;
- Final da 2ª divisão em 2022 entre Criciúma 1 x 0 Atlético Catarinense;
- Final da Recopa Catarinense em 2023 entre Brusque 1 x 0 Marcílio Dias;
- Final da Copa Santa Catarina em 2024 entre Concórdia 1 x 0 Marcílio Dias;

## Campeonato Brasileiro
- Final da Série D em 2015 entre Botafogo – SP 3 x 2 River – PI;
- Final da Série B em 2016 entre Atlético – GO 2 x 1 Bahia;
- Final da Série A em 2017 entre Corinthians 3 x 1 Fluminense;

## Primeira Liga
- Final da Copa Primeira Liga em 2017 entre Londrina 0 (4) x (3) 0 Atlético – MG;

## Copa do Brasil
- Final da Copa do Brasil em 2018 entre Cruzeiro 1 x 0 Corinthians  (VAR)
- Final da Copa do Brasil em 2019 entre Internacional 1 x 2 Athetico - PR  (VAR)
- Final da Copa do Brasil em 2022 entre Corinthians 0 x 0 Flamengo[3]
- Final da Copa do Brasil em 2023 entre São Paulo 1 x 1 Flamengo[4]

## Supercopa do Brasil
- Final da Supercopa entre Palmeias 0 (2) x (4) 0 São Paulo

## Copa do Mundo Sub-17
- Japão x Holanda  (VAR)
- Coréia do Sul x França  (VAR)
- México x Itália   (VAR)